# Khaled Fadhel
Pour les articles homonymes, voir Fadhel.
Khaled Fadhel, né le 29 septembre 1976 à Tunis, est un footballeur international tunisien. Il évolue au poste de gardien de but.
Fadhel est membre de l'équipe sélectionnée pour les Jeux olympiques de 2004, qui est éliminée au premier tour, terminant troisième du groupe C, derrière l'Argentine, vainqueur du groupe et médaillée d'or, et l'Australie, vice-championne du monde. Il fait aussi partie de l'équipe qui remporte la coupe d'Afrique des nations 2004.

## Clubs
- ?-juillet 2001 : Club africain (Tunisie)
- juillet 2001-août 2004 : Club sportif sfaxien (Tunisie)
- août 2004-juillet 2005 : Diyarbakırspor (Turquie)
- juillet 2005-juillet 2007 : Erciyesspor (Turquie)
- juillet 2007-juillet 2008 : Union sportive monastirienne (Tunisie)